# Silvia Bedmar
Silvia Bedmar est une joueuse de volley-ball espagnole, née le 3 janvier 1989 à Grenade (Andalousie). Elle mesure 1,79 m et joue au poste de réceptionneuse-attaquante. 

## Clubs
| Club                      | De        | À         |
| ------------------------- | --------- | --------- |
| CD Universidad de Granada | 2005-2006 | 2010-2011 |
| Club Deportivo Iruña      | 2011-2012 | …         |

## Palmarès
- Championnat d'Espagne
  - Finaliste : 2014, 2015.
- Copa de la Reina
  - Finaliste : 2015, 2016.
- Supercoupe d'Espagne
  - Finaliste : 2015.